# Tony Chater
Tony Chater (* 21. Dezember 1929 in Northampton; † 2. August 2016) war ein britischer Journalist und kommunistischer Politiker.

## Leben
Chater wurde bereits als Schüler Mitglied der Kommunistischen Partei Großbritanniens (CPGB). Er studierte an der Queen Mary University London Chemie und schloss mit einem PhD ab. Nach mehrjährigen Auslandsaufenthalten lehrte er an der Universität von Bedfordshire. In den 1960er Jahren trat er in Luton mehrfach erfolglos als Parlamentskandidat an.
Ab 1969 arbeitete Chater als hauptamtlicher Parteifunktionär für die CPGB und wurde 1974 Chefredakteur des Morning Star, der von der CPGB herausgegebenen Tageszeitung. Als es in den 1980er Jahren in der CPGB zu einem Machtkampf um die Kontrolle über den Betriebsrat des Morning Star kam, sollte Chapter auf Beschluss des Zentralkomitees der CPGB als Chefredakteur abgesetzt werden, was jedoch misslang. Erst 1995 trat er als Chefredakteur des Morning Star zurück.
Chater gehörte zu jenen Kräften aus der CPGB, die sich 1988 an der Gründung der Communist Party of Britain beteiligten. 
Tony Chater war verheiratet und hatte drei Söhne.